# Prem Shakti
Pour plus de détails, voir Fiche technique et Distribution.
Prem Shakti (प्रेम शक्ति) est un film indien fantastique sorti en 1993 dirigé par Shibu Mitra. Le film met en vedette Karishma Kapoor, Govinda, Kader Khan et Shakti Kapoor.

## Synopsis
Gauri et Gangwa s'aiment et souhaitent se marier. Mais le père de Gauri, un astrologue, leur prédit que cela n'arrivera jamais.

## Fiche technique
- Titre : Prem Shakti
- Titre original : प्रेम शक्ति
- Réalisation : Shibu Mitra
- Scénario : Madan Joshi et Jyothika Mittra
- Musique : Vijay Patil
- Photographie : Sushil Chopra
- Montage : Nand Kumar
- Production : Nasir Parkar
- Société de production : 786 P.K.D. Films
- Pays de production :  Inde
- Genre : Action, drame, fantastique et romance
- Durée : 140 minutes
- Date de sortie : 
  - Inde : 25 février 1994

## Distribution
- Govinda : Gangwa / Krishna
- Karisma Kapoor : Gauri / Karisma
- Shakti Kapoor : Hoshiyar Singh
- Raza Murad : l'oncle maternal de Kewalchand
- Puneet Issar : Mahabali Tantrik
- Kader Khan : Romeo
- Nitish Bharadwaj : Naagraj
- Sulabha Deshpande : la mère adoptive de Krishna
- Sameer Kakkar : Kewalchand
- Kamaldeep : Kamaljeet
- Satyendra Kapoor : Shastriji
- Viju Khote : le manager de Kewalchand